# Štefan Hríb
Štefan Hríb (ur. 9 stycznia 1965 w Bratysławie) – słowacki dziennikarz. Redaktor naczelny czasopisma .týždeň.
Ukończył studia na Wydziale Elektrotechnki Słowackiego Uniwersytetu Technicznego. Pracował w Słowackiej Akademii Nauk.
Od 1991 roku był korespondentem czeskich Lidových novín, później prowadzącym Radia Wolna Europa i redaktorem naczelnym czasopisma „Domino fórum”.
Prowadzi program telewizyjny Pod lampou (dawniej Večer pod lampou).